# Residenzstraße
Residenzstraße – stacja metra w Berlinie na linii U8, w dzielnicy Reinickendorf, w okręgu administracyjnym Reinickendorf. Stacja została otwarta w 1987. Wejścia na podziemne perony znajdują się przy skrzyżowaniach ulic: Residenzstraße, Rorschacher Zeile, Emmentaler Straße.